# Markus Horn (Musiker)
Markus Horn (* 1972 in Schwalmstadt) ist ein deutscher Jazzpianist, Komponist und Musikpädagoge, der stilistisch im zeitgenössischen europäischen Jazz eingeordnet wird.

## Leben
Horn wuchs im nordhessischen Borken auf, wo er mit 6 Jahren Unterricht auf der elektronischen Orgel erhielt, und dann von einem Verwandten weiter unterrichtet wurde, bevor er mit 14 Jahren klassischen Klavierunterricht erhielt. Mit 16 Jahren wurde Markus Pianist in der Bigband seines Gymnasiums, Theodor-Heuss-Gymnasium in Homberg (Efze). Mit drei Musikern des Ensembles (u. a. der Sängerin Anette von Eichel) gründete er wenig später das Ensemble „Prelude“, welches 1991 beim hessischen Landeswettbewerb „Jugend jazzt“ einen ersten Preis erhielt. 1992 erhielt die Gruppe einen zweiten Preis, Horn erspielte sich im Solowettbewerb den ersten Preis und wurde Pianist im LandesJugendJazzOrchester Hessen, wo er bis 1997 spielte und von Dozenten wie John Clayton, Jiggs Whigham, Christof Lauer, Michael Küttner, Ray Brown oder Herb Geller ausgebildet wurde und mit Gastmusikern wie Albert Mangelsdorff, Silvia Droste, Tony Lakatos, Randy Brecker, Bill Ramsey oder Ack van Rooyen spielte.
Nach einem 1992 Vorstudium am Jazzinstitut „DJAM“ in Amsterdam begann Horn 1993 das Jazz/Popularmusik-Studium an der Hochschule für Musik und Theater Hannover, das er erfolgreich beendete. Parallel zum Studium spielte er in verschiedenen Ensembles, u. a. dem Quintett „Naima“, bestehend aus Christian Weidner (sax), Christian Meyers (tp), Markus Horn (p), Hanns Höhn (bs) und Simon Zimbardo (dr), das beim Bundeswettbewerb „Jugend jazzt“ 1997 den ersten Preis erhielt. Zusammen mit dem Bassisten Hanns Höhn und dem Schlagzeuger Simon Zimbardo bildete er eine Rhythmusgruppe, die bei Jazz-Sinfonik- und Filmmusik-Projekten mit großen Orchestern auftrat und zahlreiche Chöre begleitete (u. a. den Jazzchor des Deutschen Sängerbundes). Im Duo mit der griechischen Mezzosopranistin Theodora Baka vertonte er von 1998 bis 2001 Gedichte griechischer Lyriker. 2007 folgten Vertonungen des amerikanischen Poeten Robert Frost für das Duo mit der Sängerin Claudia Burghard.
Mit dem Trio Solea nahm Markus Horn 1999 die vielbeachtete CD „Land's End“ auf. Die aktuelle CD „New to Old“ des Trios erschien im November 2015 bei Laika Records.
2008 erschienen beim renommierten Wiener Label „Phoenix Edition“ tango-inspirierte Kompositionen für zwei Klaviere und Klavier zu vier Händen, die vom Duo Villarceaux (Alexandra Sostmann & Judith Mosch) eingespielt wurden und mittlerweile ihren Weg in das Repertoire zahlreicher Klavierduos weltweit gefunden haben.
Seit 2004 verbindet er im Solo-Projekt Metropolis Fritz Langs weltberühmten Stummfilm mit seinem neuen Klaviersoundtrack. Erfolgreiche Aufführungen fanden u. a. statt beim Teaneck International Film Festival (USA), in der Mailänder Società del Giardino, im Centro Cultural in Santiago de Chile, beim Sofia International Film Festival (Bulgarien) und beim San Luis Obispo International Film Festival (Kalifornien).
Im November 2015 präsentierte Markus Horn seine neue Filmmusik zu F.W. Murnaus Stummfilm-Meisterwerk Nosferatu beim Teaneck International Film Festival in New Jersey, gefolgt von weiteren Aufführungen in Washington, New York, Kalifornien und in der Türkei. Konzerte mit den verschiedensten Besetzungen führten Markus Horn neben Deutschland in die Schweiz, Italien, England, Spanien, Bulgarien, Ungarn, Türkei, Dänemark, Finnland, Island, USA, Chile, Malaysia, Vietnam, Singapur und Indonesien.
Zusammen mit dem Schauspieler Wanja Mues und dem Cellisten Stephan Braun feierte im Mai 2018 die von Markus Horn vertonte Lesung „Der Kampf um den Südpol“ Premiere, in deren Zentrum die gleichnamige Kurzgeschichte von Stefan Zweig steht.
Neben seiner Konzert- und Kompositionstätigkeit ist Horn als Musikpädagoge bei Workshops tätig und seit 2005 Dozent für Jazzklavier an der Hochschule für Musik, Theater und Medien Hannover und seit 2022 an der Städtischen Musikschule Braunschweig.
Markus Horn ist mit Hans-Winfried Auel zudem Autor der Sternkarte „Celestial Constellations“ (1995) und des Buches „Sternspuren – Der Himmel über Nordhessen“ (2000). Beide zusammen kreierten die astronomische Multi-Media-Show „Reise durch den Sternenhimmel“, in deren Mittelpunkt die mit 32 m² nach eigenen Angaben „größte nachtleuchtende Sternkarte der Welt“ steht.

## Diskographische Hinweise
- The M-Project Movin' On (2022, mit Bernard Fichtner, Giorgi Kiknadze, Heinz Lichius)
- Fire Orange Project Offshore Horizons (2017)
- Solea: New to Old (2015)
- Duo Villarceaux: Tango Nuevo (2008, Tango-inspirierte Kompositionen und Arrangements für zwei Klaviere und Klavier zu vier Händen von Markus Horn)
- Breakout (2007) >>>vocality
- Distante (2006) Gunnar Hofmann & Band
- Dreamscapes (2003) Thomas Richter & Band
- Children’s Games (2002) Iris Kramer & Strings (mit einem Arrangement von Markus Horn)
- Get up for a groovy night (2001) Begoo
- Vertigo (1998) Naima
- Land’s End (1999) Solea
- Landesjugendjazzorchester Hessen feat. Dee Daniels & Randy Brecker Magic Morning (1983)